# Anastatus aurifrons
Anastatus aurifrons är en stekelart som beskrevs av William Harris Ashmead 1900. Anastatus aurifrons ingår i släktet Anastatus och familjen hoppglanssteklar. Inga underarter finns listade i Catalogue of Life.